# Pyrausta chrysopygalis
Pyrausta chrysopygalis là một loài bướm đêm trong họ Crambidae.